# Риу-де-Морі
Риу-де-Морі (рум. Râu de Mori) — село у повіті Хунедоара в Румунії. Адміністративний центр комуни Риу-де-Морі.
Село розташоване на відстані 281 км на північний захід від Бухареста, 42 км на південь від Деви, 129 км на схід від Тімішоари.

## Населення
За даними перепису населення 2002 року у селі проживали 397 осіб. Усі жителі села рідною мовою назвали румунську.
Національний склад населення села:
| Національність | Кількість осіб | Відсоток |
| -------------- | -------------- | -------- |
| румуни         | 344            | 86,6%    |
| цигани         | 48             | 12,1%    |